# Cláudio Gabriel
Luiz Cláudio Gabriel Serra (Rio de Janeiro, 18 de setembro de 1969), mais conhecido por Claudio Gabriel, é um ator brasileiro. Em 1991 iniciou sua carreira no teatro, em grupos amadores do Rio de Janeiro. Em seguida, cursou a Escola de Teatro Martins Pena, tornando-se profissional em 1992.

## Filmografia

### Televisão
| Ano     | Título                    | Personagem                     | Notas                               |
| ------- | ------------------------- | ------------------------------ | ----------------------------------- |
| 1991    | Felicidade                | Romeu                          |                                     |
| 1994    | Memorial de Maria Moura   | Maninho                        |                                     |
| 1995    | Irmãos Coragem            | Gabriel                        | Episódio: "2 de janeiro"            |
| 1996    | O Fim do Mundo            | Protestante                    | Episódio: "14 de junho"             |
| 1998    | Malhação.com              | Adolfo                         | 3 capítulos                         |
| 2000    | Laços de Família          | Severino                       |                                     |
| 2001    | A Padroeira               | João Alves da Rocha            |                                     |
| 2002    | Malhação                  | Juanito                        | Episódio: "18 de agosto"            |
| 2003    | A Casa das Sete Mulheres  | Caramuru                       | Episódio: "8 de janeiro"            |
| 2003    | A Grande Família          | Ladrão                         | Episódio: "Atirei o Pau no Mário"   |
| 2003    | Terra dos Meninos Pelados | Rã                             |                                     |
| 2004    | Cabocla                   | Onofre                         |                                     |
| 2005    | América                   | Rui                            | Episódios: "21–22 de março"         |
| 2005    | A Diarista                | Meirinho                       | Episódio: "O Diaristo"              |
| 2005    | A Diarista                | Waldemar                       | Episódio: "Nete Vira Estrela de TV" |
| 2005    | Tecendo o Saber           | Francisco                      |                                     |
| 2006    | Bicho do Mato             | Hilton do Carmo                |                                     |
| 2007    | Amor e Intrigas           | Jurandir Silveira              |                                     |
| 2009    | A Lei e o Crime           | Anderson                       |                                     |
| 2009    | Bela, a Feia              | Nelson Barbosa                 |                                     |
| 2011    | Sansão e Dalila           | Heber                          |                                     |
| 2012    | Fora de Controle          | Gaspar Brandão                 |                                     |
| 2013    | Pecado Mortal             | Júnior                         | Episódio: "25 de setembro"          |
| 2013    | Tá Tudo em Casa           | Machadão                       | Especiais de fim de ano             |
| 2014    | Milagres de Jesus         | Quenate                        | Episódio: "O Endemoniado de Gerasa" |
| 2014    | Vitória                   | Eduardo Pereira Nogueira (Edu) |                                     |
| 2014–18 | Conselho Tutelar          | Joventino                      |                                     |
| 2016    | A Terra Prometida         | Elói Paz                       |                                     |
| 2017    | Apocalipse                | Saulo Gudman                   |                                     |
| 2019    | Ilha de Ferro             | Álvaro                         | Temporada 2                         |
| 2019    | Amor de Mãe               | Detetive Clóvis Benemério      | Episódios: "26–30 de novembro"      |
| 2021    | Filhas de Eva             | Dr. Samuel                     | Episódio: "10"                      |
| 2021    | Central de Bicos          | Ladrão                         | Episódio: "Duas Saias e um Segredo" |
| 2022    | Além da Ilusão            | Cipriano Pereira               |                                     |
| 2023    | Terra e Paixão            | Tadeu Junqueira                |                                     |

### Cinema
- 2025 - A Lista ... Afonso
- 2019 - A Vida Invisível (Dir. Karim Ainouz)
- 2016 - Milagres de Jesus - O Filme ... Quenate
- 2016 - Os Dez Mandamentos - O Filme (Dir. Alexandre Avancini)
- 2015 - Ninguém Ama Ninguém... Por Mais de Dois Anos (Dir. Clóvis Mello)
- 2009 - Segurança Nacional (Dir. Roberto Carminatti)
- 2008 - Bela Noite para Voar (Dir. Zelito Vianna)
- 2008 - Alucinados (Dir. Roberto Santucci)
- 2006 - 1972 (Dir. J. Emilio Rondeau)
- 2004 - Um Show de Verão (Dir. Moacyr Góes)
- 2003 - Maria – Mãe do Filho de Deus (Dir. Moacyr Góes)
- 2001 - Bellini e a Esfinge (Dir. Roberto Santucci)
- 1996 - Anahy de las Misiones (Dir. Sérgio Silva)

## Teatro
• 2020 - A Hora da Estrela ou O Canto de Macabéa (Dir. André Paes Leme)
• 2018 (como diretor) - The And, de Isabel Cavalcanti 
• 2017 (como diretor) - Êxtase, de Walcyr Carrasco
• 2017 - Hollywood (Dir. Gustavo Paso)
- 2015 - 2500 por Hora (Dir. Moacir Chaves)
- 2012 - Arte (Dir. Emílio de Mello)
- 2009 - Os Cafajestes (Dir. Fernando Guerreiro)
- 2008 - A Invenção de Morel (Dir. Moacir Chaves)
- 2007 - A Hora e Vez de Augusto Matraga (Dir. André Paes Leme)
- 2006 - Desesperados (Dir. Fernando Ceylão)
- 2006 - O Passarinho e a Borboleta (Dir. Marcelo Saback)
- 2004 - Uma Aventura no outro Mundo (Dir. Luiz Antônio Rocha)
- 2003 - Ruzante (Dir. Sidnei Cruz)
- 1999 a 2003 - A Sua Melhor Companhia (Dir. Sérgio Machado)
- 1998 - Os Candidatos (Dir. Luiz Carlos Maciel)
- 1996 - Histórias de Sherazade (Dir. Jorge Crespo)
- 1995 - Clássicos Amores (Dir. Alice Koenow)
- 1994 - Fogo Morto (Dir. Sidnei Cruz)
- 1992 - Somos Todos 22 (Dir. Sidnei Cruz)

## Prêmios e indicações
| Ano  | Associações                         | Categoria               | Nomeações                               | Resultado | Ref.  |
| ---- | ----------------------------------- | ----------------------- | --------------------------------------- | --------- | ----- |
| 1996 | Prêmio Coca-Cola de Teatro Infantil | Melhor Ator             | As Estórias de Sherazade                | Indicado  | [ 5 ] |
| 2000 | Prêmio TV Press                     | Melhora Ator Revelação  | Laços de Família                        | Venceu    | [ 6 ] |
| 2022 | Prêmio Cesgranrio de Teatro         | Melhor Ator em Musical  | A Hora da Estrela ou O Canto da Macabéa | Pendente  | [ 7 ] |
| 2022 | Prêmio Cenym de Teatro              | Melhor Ator Coadjuvante | A Hora da Estrela ou O Canto da Macabéa | Pendente  | [ 8 ] |